# Gymnázium Luďka Pika
Gymnázium Luďka Pika je gymnázium všeobecného zaměření v plzeňské čtvrti Doubravka. Působí zde rodilí mluvčí španělského jazyka. Budova se nachází v ulici Opavská nedaleko stejnojmenné zastávky městských trolejbusů a autobusů.

## Historie
Budova byla navržena ve 20. letech 20. století Hanušem Zápalem, Původně se nazývala Občanské školy Luďka Pika a tvořily ji dvě samostatné občanské školy pro Doubravku a pro Lobzy. Výstavba proběhla mezi lety 1930–1932, Budova byla zkolaudována roku 1932. slavnostně byla otevřena 4. září 1932. Náklady na výstavbu činily v tehdejší měně asi 6,5 miliónu Kč. Škola byla pojmenována dle mnohaletého starosty Plzně Luďka Pika. Při britském bombardování seřaďovacího nádraží 17. dubna 1945 na sklonku druhé světové války letecká puma zasáhla a poškodila tělocvičnu. Od 12. června 2003 je budova památkově chráněna.

## Popis stavby

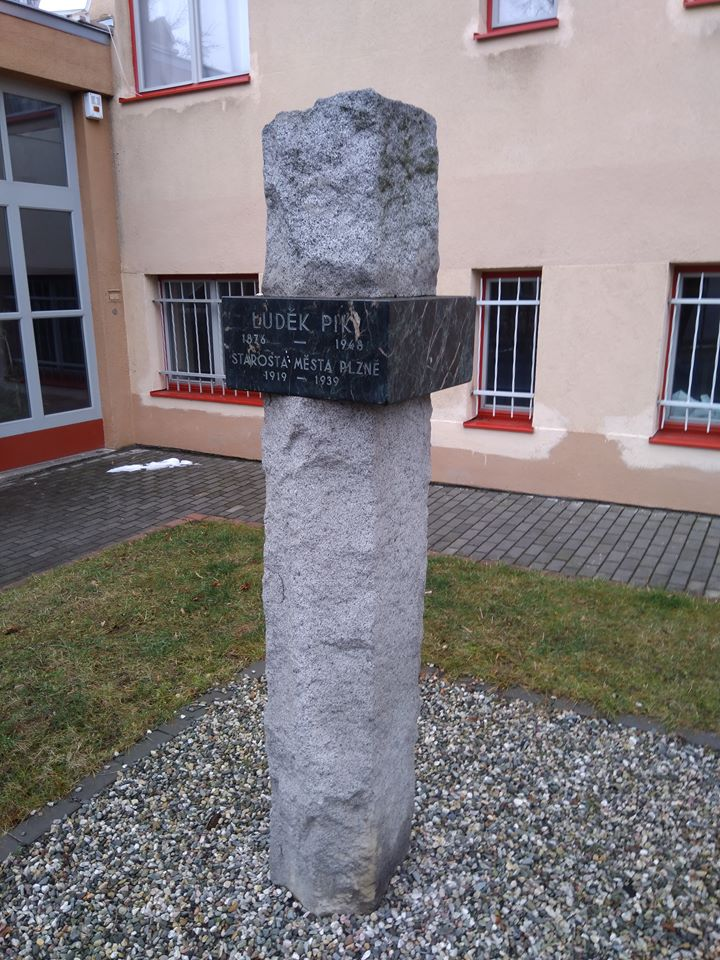
Pamětní deska Luďka Pika před budovou.

Funkcionalistický objekt školní budovy byl postaven podle návrhu architekta Hanuše Zápala. Stavba je považována za jeho nejprogresivnější dílo. Budova je rozdělena do dvou základních částí, dominantou je čtyřpodlažní objekt s plochou střechou, který stojí na půdorysu tvaru L a je tvořen dvěma nestejně dlouhými křídly. Konce křídel jsou pouze třípodlažní a jsou zde umístěny hlavní vchody. Na hlavní budovu navazuje nižší objekt tělocvičny, který půdorys doplňuje do tvaru T. Zděná tělocvična má střechu z lepených rámů, školní budovu tvoří železobetonový skelet ukončený výraznou průběžnou římsou. Nejvýznamnějším prvkem budovy jsou na svou dobu neobvykle rozměrná horizontální okna. Zajímavým ozvláštněním stavby jsou dvojicemi pásových oken osvětlená schodiště. Mimořádně efektním výtvarným prvkem je rozměrné pásové okno v čele krátkého křídla, které pokračuje přes obě nároží. Fasáda byla dvoubarevná, barevně byly odlišeny vstupy a moduly schodišť. Za školní budovou v návaznosti na tělocvičnu vzniklo školní hřiště, botanická zahrada a lesní školka.

## Současnost
Gymnázium umožňuje osmileté studium (třídy M, L), šestileté studium od třetího ročníku částečně ve španělštině (třídy E) a čtyřleté (třídy A, B). V každém ročníku konkrétního typu studia je zatím jedna třída, ale ve školním roce 2020/2021 se otevřel první ročník druhé osmileté třídy označený M a v roce 2022/2023 také další ročník čtyřletého studia s označením B. Škola má kapacitu pro 680 žáků. Je zde tělocvična, dvůr, hřiště pro fotbal a volejbal, několik počítačových učeben, laboratoře biologie, fyziky a chemie. Škola se účastní mnohých jazykových, humanitních, přírodopisných i technických soutěží.

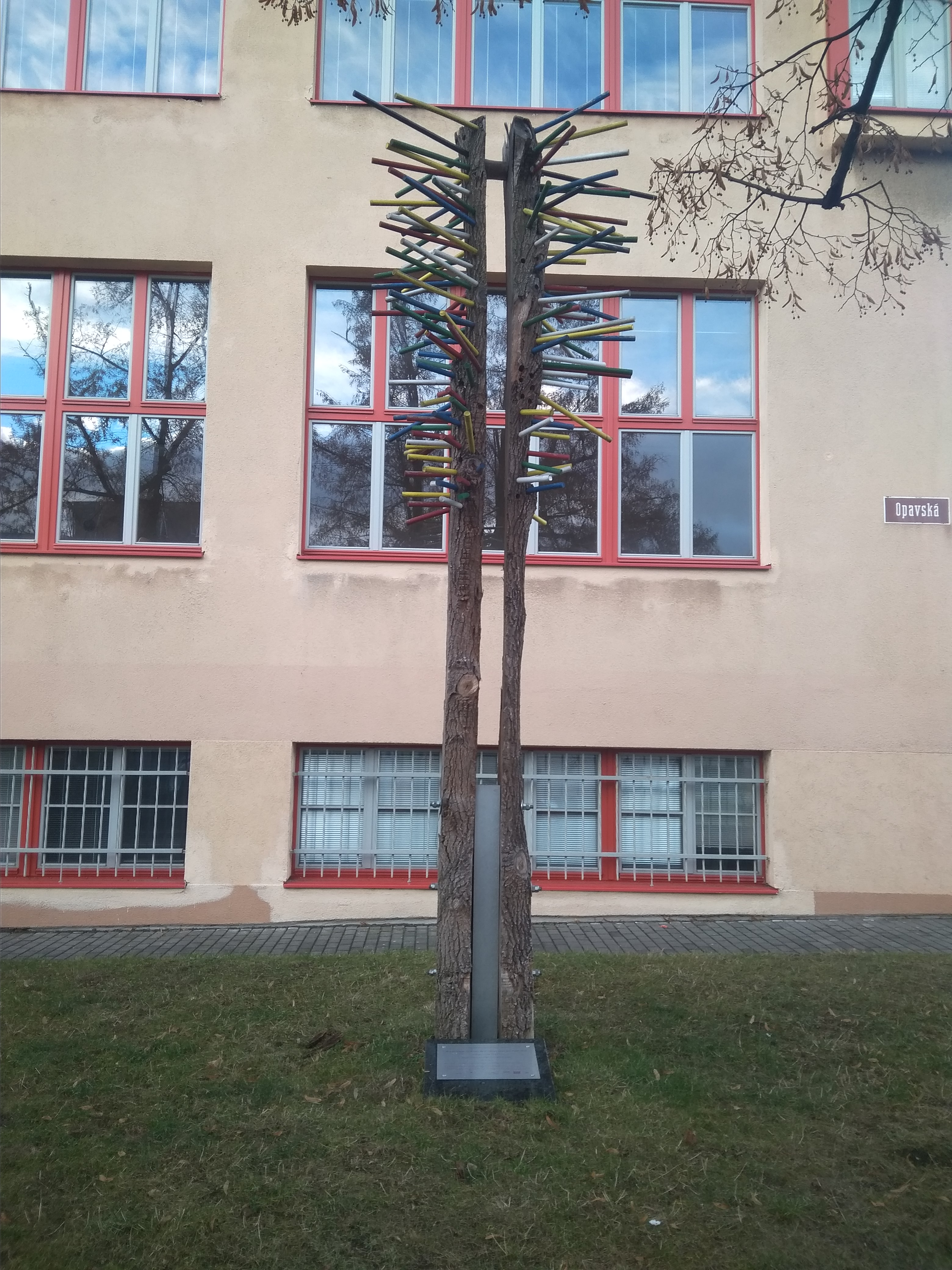
Strom přání pro Plzeň 2015

### Strom přání pro Plzeň 2015
Artefakt stojící před vstupem do budovy Gymnázia Luďka Pika byl vytvořen jako součást programu pro Plzeň – Evropské město kultury 2015. Vznikl jako společný umělecký projekt partnerských škol v Plzni a Chamu, jeho autory jsou Andi Dünne a Philipp Klein. Strom v sobě ukrývá přání, která do něj na lístečcích uložili studenti v den slavnostního odhalení 28. dubna 2015. Stejný Strom přání – Wunschbaum – stojí také před budovou partnerského Gymnasia Josepha von Fraunhofera v Chamu. Organizátorem celé akce bylo Centrum Bavaria Bohemia v Schönsee v rámci projektu Regio 2015.

### Pamětní deska Marii Helmové
V prvním patře budovy gymnázia byla dne 28. listopadu 2018 odhalena pamětní deska bývalé učitelce školy a spolupracovnici Nadace pro transplantaci kostní dřeně Marii Helmové, která v roce 1996 založila Sluníčkovou sbírku. Studenti gymnázia vyráběli sluníčka, která nabízeli za dobrovolný příspěvek plzeňské veřejnosti. Za 21 let dosavadní existence sbírky bylo vybráno 3,4 miliony korun. Celý výtěžek sbírky byl určen Nadaci pro transplantaci kostní dřeně.
Pamětní deska vznikla při příležitosti prvního výročí úmrtí Marie Helmové, reliéf navrhl akademický sochař Jaroslav Veselák a zpracování provedl umělecko-modelářský ateliér Matějka.